# Marc Pomponi Marcel
Marc Pomponi Marcel (en llatí Marcus Pomponius Marcellus) va ser un gramàtic romà que va viure en el regat de Tiberi. Formava part de la gens Pompònia, una gens romana d'origen plebeu.
Va defensar algunes causes judicials i era cèlebre per la rigidesa i puresa en el llenguatge. El mencionen Dió Cassi i Suetoni.